# Porothamnium frahmii
Porothamnium frahmii là một loài rêu trong họ Neckeraceae. Loài này được Enroth mô tả khoa học đầu tiên năm 1996.